# Boca de Parita
Boca de Parita is een plaats (lugar poblado) in de gemeente (distrito) Chitré (provincie Herrera) in Panama. In 2010 was het inwoneraantal 1400. 